# ألكسندر كيريتشينكو
ألكسندر كيريتشينكو (بالروسية: Кириченко, Александр Александрович) مواليد 1967، هو دراج روسي. شارك في دورة الألعاب الأولمبية الصيفية وفاز بميدالية أولمبية.

## روابط خارجية
- ألكسندر كيريتشينكو على موقع أرشيف الدراجات (الإنجليزية)
- ألكسندر كيريتشينكو على موقع CycleBase (الإنجليزية)
- ألكسندر كيريتشينكو على موقع أوليمبيديا (الإنجليزية)